# Vatel (film)
Vatel è un film del 2000 diretto da Roland Joffé.
Il film è ispirato alla storia vera di François Vatel, morto suicida, affranto per non essere riuscito a compiere il suo dovere di cuoco e maestro di cerimonie a causa di un ritardo nella fornitura di pesce al grandioso banchetto per la riappacificazione del principe di Condé con Luigi XIV. La vicenda venne riportata da Madame de Sévigné nelle sue celebri Lettres alla figlia e successivamente dal duca de Saint Simon nei suoi Mémoires. 
Il film fu presentato fuori concorso al 53º Festival di Cannes.

## Trama
Francia, 1671. Il maestro di cerimonie François Vatel deve preparare per i tre giorni di permanenza del Re Sole alla corte del Principe di Condé (con cui il re deve riappacificarsi perché una probabile guerra contro gli olandesi è imminente, e Condé sarebbe un generale ideale per guidare le truppe francesi) festeggiamenti e pranzi meravigliosi e incredibili. Si innamora però della dama di compagnia della regina, Anne de Montausier, con cui passa una sola notte d'amore e che è contesa come amante del laido marchese di Lauzun, che cerca di neutralizzarlo, e del Re Sole.
Per salvare i canarini della Montausier, Vatel sacrifica due dei suoi amati pappagalli, il cui cuore serve al medico di corte per curare la gotta del principe, e comprende che è schiavo del suo lavoro come lei lo è delle leggi non scritte della corte (come il giacere con il Re).
I festeggiamenti si rivelano meravigliosi e Vatel, grazie al suo talento e alla sua incredibile cucina, salva il suo Principe, che comanderà l'esercito francese. Vatel stesso è desiderato alla corte di Versailles dal Re Sole. Ma proprio per il festeggiamento conclusivo dei tre giorni, il giardino di ghiaccio giocato sui temi della mitologia marina e a base di pesce, i fornitori non riescono a portare il pesce in tempo e Vatel, ormai disilluso su come potrà andare il suo amore con Anne e disgustato dal suo stesso lavoro, si toglie la vita dopo un pasto a base dei pochi crostacei arrivati e dopo aver scritto una lettera ad Anne (in cui spiega che non si suicida per il mancato ricevimento) e liberato il pappagallo superstite. Alla fine, a suicidio avvenuto, l'agognata fornitura di pesce arriva. Il pranzo viene terminato dagli aiutanti di Vatel e si rivela un successo. Le ultime immagini indugiano sul resto delle sculture di ghiaccio, oramai quasi sciolte.

## Storicità dei personaggi
Il personaggio di Anne de Montausier è costruito sul personaggio reale di Julie d'Angennes, duchessa di Montausier, la quale fu governante dei figli di Luigi XIV di Francia e della moglie Maria Teresa, nonché una delle presunte amanti del sovrano, dal quale però non ebbe figli. Non è comprovata, come presentata nel film, la relazione tra Vatel e la duchessa di Montausier.
Il personaggio del marchese di Lauzun è costruito sul personaggio reale di Antoine Nompar de Caumont, duca di Lauzun, il quale però si innamorò di Anna Maria Luisa d'Orléans, duchessa di Montpensier, cugina di Luigi XIV.

## Anacronismi
Nella scena del banchetto coi fuochi di artificio viene suonata dall'orchestra la Musica per i reali fuochi d'artificio di Georg Friedrich Händel, cosa impossibile perché gli eventi hanno luogo nel 1671 ma Händel, nato peraltro nel 1685, compose l'opera soltanto nel 1749.
Lo stesso dicasi per  A incotrar le nove corone de l'Assalone di Giovanni Paolo Colonna composta nel 1684.
Un anacronismo simile è stato fatto per il pezzo cantato dal personaggio incarnato da Arielle Dombasle che canta durante i festeggiamenti l'aria Temple sacré, séjour tranquille... estratto dall'opera Hippolyte et Aricie di Jean-Philippe Rameau il quale non solo nacque nel 1683 ma compose quest'opera solo nel 1733.
La duchessa di Longueville, nota per i suoi amori, fu effettivamente uno dei personaggi chiave durante i ricevimenti del periodo, ma suo marito Enrico II di Orléans-Longueville, pure presentato nel film, era in realtà già morto dal 1663. Ella inoltre non era la leggiadra e diafana dama presentata, ma nel 1671 aveva ormai 52 anni. Stesso discorso vale per Julie d'Angennes, alla cui figura ci si è ispirati per il personaggio di Anne de Montauisier, che all'epoca aveva 64 anni.
Nel film viene presentata la creazione quasi casuale della famosa crema chantilly da parte di Vatel per la visita di Luigi XIV al Castello di Chantilly ma in realtà egli aveva già creato la ricetta dieci anni prima quando era al servizio di Nicolas Fouquet al castello di Vaux-le-Vicomte. Quando Vatel passò al servizio del Grand Conde mutò il nome della sua ricetta in onore del ricevimento del re al castello dei principi.
Gran parte delle scene al palazzo dei Conde e nei giardini sono state girate al castello di Vaux-le-Vicomte ma in realtà il luogo dove si svolsero gli eventi oggetto del film fu il Castello di Chantilly, residenza ufficiale dei principi.

## Riconoscimenti
- 2000 - Camerimage
  - Rana d'argento
- Premi César 2001
  - Miglior scenografia